# Uzdol
Uzdol är ett samhälle i Bosnien och Hercegovina.   Det ligger i entiteten Federationen Bosnien och Hercegovina, i den centrala delen av landet, 50 km väster om huvudstaden Sarajevo. Uzdol ligger 884 meter över havet och antalet invånare är 331.
Terrängen runt Uzdol är lite bergig. Närmaste större samhälle är Prozor, 7,3 km väster om Uzdol. 
Omgivningarna runt Uzdol är en mosaik av jordbruksmark och naturlig växtlighet. Runt Uzdol är det ganska tätbefolkat, med 93 invånare per kvadratkilometer.